# Ель-Дорадо (округ, Каліфорнія)
Шаблон:StateAbbr_ 38°47′ пн. ш. 120°32′ зх. д. / 38.78° пн. ш. 120.53° зх. д.
О́круг Ель-Дора́до (англ. El Dorado County) — округ (графство) у штаті Каліфорнія, США. Ідентифікатор округу 06017.

## Історія
Округ утворений 1850 року.

## Демографія
За даними перепису
2000 року
загальне населення округу становило 156299 осіб, зокрема міського населення було 98734, а сільського — 57565.
Серед мешканців округу чоловіків було 77963, а жінок — 78336. В окрузі було 58939 домогосподарств, 43029 родин, які мешкали в 71278 будинках.
Середній розмір родини становив 3,04.
Віковий розподіл населення поданий у таблиці:
| Стать    | До 15 років | 15-21 | 22-29 | 30-39 | 40-49 | 50-65 | 65-85 | Понад 85 |
| -------- | ----------- | ----- | ----- | ----- | ----- | ----- | ----- | -------- |
| Чоловіки | 17185       | 7462  | 5600  | 10367 | 14497 | 13936 | 8313  | 603      |
| Жінки    | 16179       | 6729  | 5171  | 11161 | 14998 | 13680 | 9253  | 1165     |

## Суміжні округи
- Пласер — північ
- Дуглас, Невада — північний схід
- Алпайн — південний схід
- Амадор — південь
- Сакраменто — південний захід

## Виноски
1. ↑  Chronology. California Counties. California State Association of Counties. Архів оригіналу за 22 вересня 2012. Процитовано 14 травня 2012.
2. ↑  U.S. Decennial Census. United States Census Bureau. Архів оригіналу за 26 квітня 2015. Процитовано 24 вересня 2015.
3. ↑  Historical Census Browser. University of Virginia Library. Архів оригіналу за 11 серпня 2012. Процитовано 24 вересня 2015.
4. ↑  Forstall, Richard L., ред. (27 березня 1995). Population of Counties by Decennial Census: 1900 to 1990. United States Census Bureau. Архів оригіналу за 24 вересня 2015. Процитовано 24 вересня 2015.
5. ↑  Census 2000 PHC-T-4. Ranking Tables for Counties: 1990 and 2000 (PDF). United States Census Bureau. 2 квітня 2001. Архів оригіналу (PDF) за 18 грудня 2014. Процитовано 24 вересня 2015.
6. ↑  State & County QuickFacts. United States Census Bureau. Архів оригіналу за 9 липня 2011. Процитовано 3 квітня 2016.(англ.) Наведено за англійською вікіпедією.
7. ↑  American FactFinder. Бюро перепису населення США. Архів оригіналу за 21 травня 2008. Процитовано 31 січня 2008.

| США | Це незавершена стаття з географії США. Ви можете допомогти проєкту, виправивши або дописавши її. |